# Albert Ellis
Albert Ellis (født 27. september 1913 i Pittsburgh, USA, død 24. juli 2007 i New York, USA) var en amerikansk psykolog.
Ellis var en af de tidligste fortalere for kognitiv adfærdsterapi og grundlægger af Rational Emotive Behavior Therapy. Albert Ellis har henvist til den stoiske filosof Epiktet som grundlaget for sin psykoterapi.